# Bitcoin cash
Bitcoin cash je kryptoměna, která vznikla 1. srpna 2017 odštěpením od kryptoměny bitcoinu. V listopadu 2017 byla celková tržní hodnota bitcoinu cash 20 miliard dolarů.

## Vznik
Důvodem vzniku bitcoinu cash  byla nespokojenost menší, ale vlivné části bitcoinové komunity s pomalým zpracováváním transakcí a s tím spojenými vysokými poplatky za tyto transakce. Zrychlení transakcí umožnilo navýšení bloku z jednoho na osm megabajtů. Několik měsíců po vzniku této měny, v prosinci 2017, byl medián poplatků za transakce v bitcoinech 12 dolarů a 42 centů, u bitcoinu cash šlo pouze 1,8 centů.  V důsledku rozdělení měny každý majitel bitcoinů získal stejný podíl bitcoinů cash, který vlastnil v bitcoinech.

## Reakce
V době jeho vzniku se k budoucnosti bitcoinu cash vyjadřoval kriticky odborník na kryptoměny Martin Šíp pracující v Paralelní Polis. Bitcoin cash podporuje investor Roger Ver, přezdívaný „Bitcoin Jesus“, který ho kvůli jeho lepší praktické využitelnosti preferuje před bitcoinem. Původní bitcoin dokonce označuje jako „bitcoin core.“   
S bitcoinem cash je možné obchodovat na burzách s kryptoměnami Bitfinex a Kraken. Od začátku prosince 2017 je možné ho směnit na burze Bitstamp. Na burze s kryproměnami Coinbase měl být bitcoin cash obchodovatelný od 1. ledna 2018., obchodování s ním zde bylo nakonec spuštěno již 20. prosince 2017. V této souvislosti čelí burza Coinbase žalobě kvůli tomu, že její zaměstnanci měli využít neveřejné informace o přidání bitcoin cash do portfolia burzy k vlastnímu obohacení.